# Boyne Viaduct
Das Boyne Viaduct (irisch Tarbhealach na Bóinne) ist ein Eisenbahnviadukt, das die Strecke Dublin – Belfast in der irischen Stadt Drogheda über den River Boyne führt.

## Beschreibung
Die zentrale Brücke überquert das Boyne-Tal in einer lichten Höhe von 27,4 m (90 ft) über Springhochwasser. Seine Hauptöffnung hat eine Spannweite von 81,38 m und die beiden Seitenöffnungen von 42,97 m. Die stählernen Fachwerkträger lagern auf gemauerten Pfeilern, deren Außenseiten und Kanten durch Kalkstein-Werksteine gestaltet wurden. An der Südseite der Brücke stellt ein steinernes Viadukt mit zwölf gemauerten, 9,3 m weiten Rundbogen die Verbindung zu dem auf der höher gelegenen Umgebung stehenden Bahnhof Drogheda her; auf der Nordseite hat das entsprechende Viadukt drei Bögen. Das gesamte Bauwerk ist 530 m lang.

## Gitterträgerbrücke (1855)
Die ursprüngliche, zweigleisige Brücke wurde in den Jahren 1853 bis 1855 nach den Plänen des irischen Ingenieurs Sir John MacNeill gebaut, um die Lücke zwischen den beiden Abschnitten der kurz zuvor gebauten Eisenbahnstrecke von Dublin nach Belfast zu schließen, die bis dahin mit Fähren und Fuhrwerken überwunden werden musste.
Der Oberbau bestand aus zwei durchlaufenden, 6,80 m hohen Gitterträgern, die oben durch Gitterwerk verbunden waren. Die Gleise wurden von Querträgern aus Gitterwerk getragen, die im Abstand von 2,26 m angeordnet und mit Holzplanken belegt waren. Die Querträger wurden untereinander durch horizontale Kreuze versteift.

## Fachwerkträgerbrücke (1932)
Als die Gitterträgerbrücke den gestiegenen Verkehrslasten nicht mehr gewachsen war, wurde der Oberbau 1932 durch eine stählerne Fachwerkbrücke ersetzt, die bis heute besteht. Um den Verkehr aufrechtzuerhalten, wurde sie innerhalb der ursprünglichen Brücke gebaut, bevor diese abgebrochen wurde, und war deshalb für einen zweigleisigen Verkehr nicht mehr weit genug. Die Gleise der beiden Fahrtrichtungen wurden daher in einer Gleisverschlingung zusammengeführt und überlagert, wodurch man sich die entsprechenden Weichen und damals auch einen Weichenwärter samt Stellwerkshäuschen sparte. Im Zuge einer Erneuerung der Gleise im Jahr 1990 wurde die Gleisverschlingung jedoch durch ein einzelnes Gleis auf der Brücke mit entsprechenden Weichen auf beiden Seiten ersetzt.
Die Brücke wurde bis 2015 grundlegend saniert.